# Vytautas Andriuškevičius
Vytautas Andriuškevičius, mer känd som Vytas, född 8 oktober 1990 i Alytus, Litauen, är en litauisk fotbollsspelare (back) som spelar för FK Qyzyljar SK.
Som junior spelade han för den litauiska klubben FBK Kaunas från staden Kaunas.
Han har tidigare spelat för Djurgårdens IF och den polska klubben Lechia Gdańsk; i början av mars 2019 återvände han till Litauen och tecknade ett kontrakt med FK Sūduva till slutet av säsongen. Han spelade fem matcher i A lyga. Juli 2019 rapporterades att spelarens kontrakt med FK Sūduva köptes av FK Tobol Qostanaj i Kazakstan.